# Miro Bilan
Miro Bilan (Šibenik, 21. srpnja 1989.) je profesionalni košarkaš. Visok je 213 cm i težak 120 kg. Igra na poziciji centra, a trenutačno je član košarkaškog kluba Dinamo Basket Sassari

## Klupska karijera
Miro Bilan karijeru je započeo u KK Šibenik gdje je igrao četiri godine. Nakon toga odlazi u KK Zadar kojeg napušta zbog teške financijske situacije te odlazi u Ameriku gdje je nekoliko mjeseci radio s individualnim trenerima kako bi poradio na tehnici i popravio nedostatke u igri. Nakon toga vraća se u Hrvatsku te potpisuje ugovor s KK Cedevita gdje i trenutno igra. Bilan se 2013. godine odazvao na poziv Houston Rocketsa i za njih igrao ljetnu NBA ligu u Orlandu, gdje je imao nekoliko zapazenih nastupa. U Americi ne ostaje, vec po povratku potpisuje novi, dvogodisnji ugovor s Cedevitom, s kojom je osvojio sve klupske trofeje u povijesti kluba do 2016., a u sezoni 2015./2016. postao je i klupski kapetan. U pet godina u Cedeviti pokazuje svu raskoš svog talenta, a upravo u posljednjoj sezoni 2015/2016., pod vodstvom Veljka Mršića, Bilan pruža svoje najbolje partije te na taj način zaslužuje nagradu MVP-a regularnog dijela ABA lige. Nakon 6 provedenih godina u Cedeviti odlazi u francuski SIG Strasbourg

## Reprezentativna karijera
Bilan je bio dio U18 i U20 reprezentacije, kao i hrvatske seniorske B reprezentacije. No, 2014. godine debitira i za A reprezentaciju i to u prijateljskoj utakmici protiv Kanade. Unatoč tome nije bio na popisu putnika za Svjetsko prvenstvo 2014. godine. Ipak, godinu dana kasnije pod vodstvom Velimira Perasovića Bilan se našao među 12 igrača koji su igrali na Europskom prvenstvu na kojem je Hrvatska ispala od Češke. U ljeto 2016. godine Miro Bilan, kada reprezentaciju preuzima Aco Petrovic, nasao se opet na popisu od 12 reprezentativaca, najprije za olimpijski kvalifikacijski turnir u Torinu, koji je Hrvatska i osvojila, a potom i na onom za Olimpijske igre u Brazilu. 2017.odbio je igrati za reprezentaciju.